# Temnosternus flavopunctulatus
Temnosternus flavopunctulatus es una especie de escarabajo longicornio del género Temnosternus, tribu Tmesisternini, orden Coleoptera. Fue descrita científicamente por Breuning en 1966.
El período de vuelo ocurre durante el mes de febrero.

## Descripción
Mide 11-14 milímetros de longitud.

## Distribución
Se distribuye por Australia.